# San Miguel, El Salvador
För andra betydelser, se San Miguel.

San Miguel är den fjärde största staden i El Salvador efter Santa Ana och Soyapango och den efter San Salvador mest betydelsefulla. Staden ligger 138 km öster om huvudstaden, San Salvador. Den är även huvudstad i departementet San Miguel och en kommun. Befolkningen i staden (2007) uppgick till 218 410.